# Forcipomyia plaumanni
Forcipomyia plaumanni är en tvåvingeart som beskrevs av Clastrier och Wirth 1995. Forcipomyia plaumanni ingår i släktet Forcipomyia och familjen svidknott. Inga underarter finns listade i Catalogue of Life.